# Adriano Bernacchi
Adriano Bernacchi (Milano, 6 novembre 1931 – Milano, 8 novembre 2014) è stato un direttore della fotografia italiano.

## Biografia
Da sempre interessato alla fotografia, iniziò a filmare con la pellicola in bianco e nero per la realizzazione di documentari industriali quali Alfa Romeo, FIAT, Pirelli, Marelli, Edison e molti altri. A Milano, a quei tempi, si produceva la maggior parte dei filmati per Carosello, come quelli della Linetti con l'Ispettore Rock (Cesare Polacco), e di Mellin, realizzati in 35 mm bianco e nero.
Iniziò autoproducendo un documentario in 16 mm su una scuola di Milano per bambini audiolesi, la Giulio Tarra.
"L'idea mi venne con un mio amico che sarebbe poi diventato fotoreporter e giornalista. Riuscii a cederlo al Comune di Milano che me ne commissionò subito un altro in 35mm".
Il filmato fu visto dal regista documentarista Citto Maselli, che colpito dal genere di fotografia molto semplice, gli propose un contratto grazie al quale realizzò subito una serie di documentari in Sicilia.

## Filmografia

### Cinema
- Odo con gli occhi, regia di Adriano Bernacchi - cortometraggio (1952)
- Pioli e bulloni - cortometraggio (1952)
- Sezione minorenni, regia di Aldo Aldi - cortometraggio (1952)
- Dobbiamo salvarli, regia di Adriano Bernacchi - cortometraggio (1953)
- Il lago dei poeti, regia di Lino Ghirardini - cortometraggio (1953)
- Tempo d'amarsi, regia di Elio Ruffo (1954)
- Splende il sole a Bismantova, regia di Lino Ghirardini - cortometraggio (1954)
- Dialogo di un venditore di almanacchi e di un passeggiere, regia di Ermanno Olmi (1954)
- Riso, regia di Giampiero Viola - cortometraggio (1955)
- L'inverno dei cavalli, regia di Guido Guerrasio - cortometraggio (1956)
- Alta precisione, regia di Adriano Bernacchi - cortometraggio (1957)
- Grandes Murailles, regia di Guido Monzino - cortometraggio (1957)
- La città verticale, regia di Armando Lualdi - cortometraggio (1957)
- ...a camosci!, regia di Francesco Corti - cortometraggio (1957)
- Brianza antica, regia di Francesco Corti - cortometraggio (1957)
- Barirì, regia di Ermanno Olmi - cortometraggio (1958)
- Come nasce un tessuto, regia di Giorgio Cavedon - cortometraggio (1958)
- Kyoto città d'oro, regia di Armando Lualdi - cortometraggio (1959)
- Isola nipponica, regia di Armando Lualdi - cortometraggio (1959)
- Magico paese, regia di Armando Lualdi - cortometraggio (1959)
- Solidarietà, regia di Giorgio Cavedon - cortometraggio (1959)
- Il poverello, regia di Giorgio Cavedon - cortometraggio (1960)
- Verso la vita (I Martinitt), regia di Aldo Aldi - cortometraggio (1960)
- Milano città di cultura, regia di Luigi Turolla - cortometraggio (1960)
- Attenti al pupo!, regia di Fabio De Agostini - cortometraggio (1960)
- Milano nera, regia di Gian Rocco e Pino Serpi (1961)
- Sexy ad alta tensione, regia di Oscar De Fina (1963)
- Decibel, regia di Guido Guerrasio - cortometraggio (1967)
- Femmine, regia di Lorenzo Onorati (1988)
- Stelle del mattino, regia di Giancarlo Bocchi (1988)
- La donna dell'isola, regia di Lorenzo Onorati (1989)

### Televisione
- Casa Vianello - serie TV, 278 episodi (1992-2007)
- I-taliani - serie TV, 80 episodi (1989-1990)
- Andy & Norman - serie TV (1991-1992)
- Nonno Felice - serie TV, 57 episodi (1994-1995)
- Cascina Vianello - serie TV, 5 episodi (1996)
- Io e la mamma - serie TV, 40 episodi (1997-1998)
- I misteri di Cascina Vianello, regia di Gianfrancesco Lazotti - miniserie TV (1997-1998)
- Finalmente soli - serie TV, 85 episodi (1999-2004)
- Quelli dell'intervallo - serie TV, 348 episodi (2005-2008)
- Il mammo - serie TV, 60 episodi (2004-2008)
- Don Luca c'è - serie TV, 20 episodi (2008)

### Documentari
- 1952 La spiaggia della ceramica
- 1955 Contemplazione e Metamorfosi
- 1955 Navigli milanesi
- 1959 Ballata spagnola
- 1964 Per una valigia piena di donne
- 1968 - 1975 Palazzo Mondadori Segrate
- 1969 La scoperta della logica
- 1970 Le artificiose machinae
- 1970 Perché Arrigoni
- 1979 Fumo d'inchiostro
- 1985 La salita al Sacro Monte
- 1987 Milano in liberty
- 1987 Alitalia
- 1989 Pavia la Certosa delle grazie
- 1989 Napoli c'era una volta
- 1990 Il gran racconto della bibbia
- 1990 Terra Santa dal cielo
- 1990 Clima
- 1992 Antologia della pittura Italiana, Giulio Romano
- 1992 La costruzione del linguaggio - Il linguaggio della costruzione
- 1995 Il restauro conservativo del cortile richiniano della Ca' Grande di Milano
- 1997 Il '700 in Italia - Canaletto, Ceruti e il mondo nuovo

## Programmi TV
- 1992 Il delitto è servito (serie televisiva)

## Teatro
- 1990 Zorba il Greco - Messa da Requiem, Arena di Verona
- 1991 Storia della tigre e altre storie, Teatro Lirico di Milano
- 2013 Frankenstein, Teatro Delfino

## Pubblicità
- 1958 Bevilacqua (frutta sciroppata, verdura conservata, pomodori e salsa)
- 1958 Perregaux (39 rubini)
- 1958 Adler (formaggino Ciao)
- 1958 Tessuti Toussah
- 1958 Colori
- 1958 Liquidi
- 1958 Sigarette
- 1958 Orologi che passione
- 1968 Brillantina Linetti

## Varie
- Cinebox, Quartetto Cetra, Peppino di Capri
- Bolero film, fotoromanzi
- GeoFilm, documentari
- 1982 La vita di Verdi, introduzione di Burt Lancaster alla serie televisiva Rai per l'americana PBS
- 1986 Intervista per la americana PBS al soprano Von Stade in occasione della Cenerentola da lei interpretata
- 1991 Intervista a Isabella Rossellini a Mosca